# John Edmonstone
John Edmonstone era originàriament un esclau negre que probablement nasqué a Demarara (Guyana, Amèrica del Sud. Va aprendre taxidèrmia de Charles Waterton, el sogre del qual Charles Edmonstone (nascut el 1793 a Cardross Park, Dumbarton, Escòcia - 1822, Demerara Guiana) tenia una plantació a Demarara.
Després de ser alliberat de l'esclavatge, John anà a Glasgow amb el seu antic amo, Charles Edmonstone. D'allà es traslladà a Edimburg (37 Lothian Street), on va ensenyar taxidèrmia a estudiants de la Universitat d'Edimburg, incloent Charles Darwin.
Edmonstone va fonar a Charles Darwin informacions sobre les selves plujoses tropicals d'Amèrica del Sud i podria haver encoratjat Darwin a explorar-les. Certament la taxidèrmia apresa d'Edmonstone li va ser de gran ajuda durant el viatge del Beagle.
Edmonstone és un dels 100 Grans Britànics Negres ("100 Great Black Britons") de la llista de Patrick Vernon.